# The Newcastle Herald
The Newscastle Herald is een tabloidkrant die alleen wordt uitgegeven in de Australische stad Newcastle. De krant wordt uitgegeven door Fairfax Media en verschijnt zes dagen per week, van maandag t/m zaterdag.
Een rechtstreekse voorloper van de huidige krant, The Newcastle Chronicle and Hunter River District News, werd opgericht in 1858. In 1876 werd deze krant samengevoegd met The Miners Advocate and Northumberland Recorder.
In juli 1998 ging de krant over op tabloidformaat.